# لوتس ایگندورف
لوتس ایگندورف (به آلمانی: Lutz Eigendorf) بازیکن فوتبال و هافبک اهل آلمان شرقی بود که از سال ۱۹۷۸ میلادی عضو تیم ملی فوتبال آلمان شرقی بوده‌است. وی در ۶ بازی ملی حضور داشته و در بازی‌های ملی‌اش ۳ گل به ثمر رساند. لوتس ایگندورف آخرین بازی ملی خود را در سال ۱۹۷۹ میلادی انجام داد.